# Naididae
Naididae zijn een familie van ongewervelde dieren die behoren tot de ringwormen (Annelida).

## Taxonomie
De volgende taxa zijn bij de familie ingedeeld:
- Onderfamilie Branchiurinae Hrabĕ, 1966
- Onderfamilie Limnodriloidinae Erséus, 1982
- Onderfamilie Naidinae Ehrenberg, 1828
- Onderfamilie Opistocystinae Černosvitov, 1936
- Onderfamilie Phallodrilinae Brinkhurst, 1971
- Onderfamilie Pristininae Lastočkin, 1921
- Onderfamilie Rhyacodrilinae Hrabe, 1963
- Onderfamilie Rhyacodriloidinae Martin, Martínez Ansemil & Sambugar, 2010
- Onderfamilie Telmatodrilinae Eisen, 1879
- Onderfamilie Tubificinae Eisen, 1879